# بول جيوريب
بول جيوريب (بالمالطية: Paul Xuereb)‏ (و. 1923 – 1994 م) هو سياسي، وصحفي من مالطا .
تولى منصب رئيس مالطا (1987-02-16–1989-04-04) .